# Bufo bankorensis
Bufo bankorensis là một loài cóc thuộc họ Bufonidae.
Đây là loài đặc hữu của Đài Loan.
Môi trường sống tự nhiên của chúng là rừng ẩm vùng đất thấp nhiệt đới hoặc cận nhiệt đới, sông ngòi, sông có nước theo mùa, đầm nước ngọt, đầm nước ngọt có nước theo mùa, đất canh tác, các đồn điền, vườn nông thôn, ao, và đất có tưới tiêu.
Chúng hiện đang bị đe dọa vì mất nơi sống.